# Lukáš Ambros
Lukáš Ambros (* 5. Juni 2004 in Dolní Němčí) ist ein tschechischer Fußballspieler.

## Karriere

### Verein
Nach seinen Anfängen in der Jugend des FK Dolní Němčí, des 1. FC Slovácko und von Slavia Prag wechselte er im Sommer 2020 in die Jugendabteilung des VfL Wolfsburg. Für seinen Verein bestritt er bis jetzt fünf Spiele in der B-Junioren-Bundesliga, 32 Spiele in der A-Junioren-Bundesliga und fünf Spiele in der Saison 2021/22 in der UEFA Youth League, bei denen ihm insgesamt sieben Tore gelangen. Dort unterschrieb er im Dezember 2021 seinen ersten Profivertrag und kam dort auch zu seinem Profidebüt in der Bundesliga, als er am 18. Februar 2023, dem 21. Spieltag, bei der 0:3-Heimniederlage gegen RB Leipzig in der 74. Spielminute für Felix Nmecha eingewechselt wurde.
Anfang September 2023 wurde er für den Rest der Saison an den Drittligisten SC Freiburg II ausgeliehen. Im Sommer 2024 wechselte er zum polnischen Erstligisten Górnik Zabrze.

### Nationalmannschaft
Ambros bestritt seit dem Jahr 2018 für die U15, U16, U18 und U19 des tschechischen Fußballverbands insgesamt 36 Spiele, bei denen ihm sechs Tore gelangen.